# Реганаци (Порденоне)
Реганаци је насеље у Италији у округу Порденоне, региону Фурланија-Јулијска крајина.
Према процени из 2011. у насељу је живело 42 становника. Насеље се налази на надморској висини од 13 м.